# Kreis Züllichau-Schwiebus

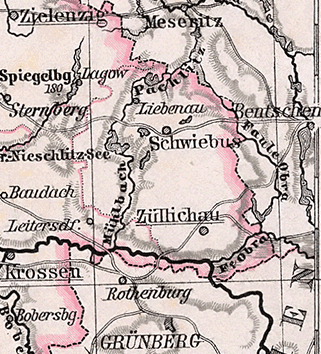
Das Kreisgebiet 1905

Der Kreis Züllichau-Schwiebus war ein preußischer Landkreis, der von 1816 bis 1945 in der Provinz Brandenburg bestand. Das ehemalige Kreisgebiet liegt heute im Wesentlichen im Powiat Świebodziński (Schwiebuser Kreis) der polnischen Woiwodschaft Lebus. Der Kreis umfasste zuletzt die fünf Städte Bomst, Liebenau b. Schwiebus, Schwiebus, Unruhstadt und Züllichau sowie 89 weitere Gemeinden.

## Verwaltungsgeschichte

### Königreich Preußen
Der 1816 im Regierungsbezirk Frankfurt gebildete, zunächst Kreis Züllichau genannte Kreis setzte sich aus zwei historischen Territorien zusammen:
- Die Südhälfte des neuen Kreises bildete der alte Züllichauer Kreis, der einen der in der nachmittelalterlichen Zeit in Brandenburg-Preußen entstandenen Kreise war und einen der sogenannten inkorporierten Kreise der Neumark bildete.[2] Das Kreisgebiet hatte ursprünglich, wie Schwiebus, zum Herzogtum Glogau gehört, war aber zugleich mit dem schlesischen Herzogtum Crossen 1482/1537 an das Haus Brandenburg gelangt. Der Zuschnitt der (alten) Kreise Krossen und Züllichau berücksichtigte die bis 1742 andauernde Lehnshoheit der böhmischen Krone.
- Die Nordhälfte des neuen Kreises bildete der bis 1816 zu Schlesien gehörende Kreis Schwiebus.

Das Landratsamt des fusionierten Kreises war in der Stadt Züllichau. Im Verlauf des 19. Jahrhunderts änderte sich die Bezeichnung des Kreises in Kreis Züllichau-Schwiebus.

### Deutsches Reich
Seit dem 1. Juli 1867 gehörte der Kreis zum Norddeutschen Bund und seit dem 1. Januar 1871 zum Deutschen Reich.
Als nach dem Ersten Weltkrieg der größte Teil der Provinz Posen an Polen fiel, wurde am 27. Februar 1919 die Verwaltung des im Deutschen Reich verbliebenen Teils des Kreises Bomst auf den Landrat in Züllichau übertragen. Diese Aufgabe wurde in Personalunion bis 1938 fortgeführt.
Zum 30. September 1928 fand im Kreis Züllichau-Schwiebus entsprechend der Entwicklung im übrigen Freistaat Preußen eine Gebietsreform statt, bei der alle Gutsbezirke aufgelöst und benachbarten Landgemeinden zugeteilt wurden.
Nach Auflösung des Kreises Bomst wurde am 1. Oktober 1938 der Kreis Züllichau-Schwiebus um die Städte Bomst und Unruhstadt sowie die Gemeinden Alt Hauland, Alt Obra Hauland, Altreben, Alt Tepperbuden, Bergvorwerk, Großdorf, Groß Posenbrück, Karge, Klein Posenbrück, Kleistdorf, Krammensee, Neu Hauland, Neu Tepperbuden, Reckenwalde, Unruhsau und Wolfsheide (Grenzm.) vergrößert.
Gegen Ende des Zweiten Weltkriegs wurde das Kreisgebiet im Frühjahr 1945 von der Roten Armee besetzt. Nach Kriegsende wurde das Kreisgebiet von der Sowjetunion unter polnische Verwaltung gestellt. Danach begann die allmähliche Zuwanderung polnischer Bevölkerung. In der Folgezeit wurden die deutschen Einwohner von den örtlichen polnischen Verwaltungsbehörden vertrieben.

## Einwohnerentwicklung
Kreis Züllichau
| Jahr | Einwohner | Quelle |
| ---- | --------- | ------ |
| 1750 | 9.892     | [ 4 ]  |
| 1796 | 15.288    | [ 5 ]  |

Kreis Schwiebus
| Jahr | Einwohner | Quelle |
| ---- | --------- | ------ |
| 1796 | 14.206    | [ 6 ]  |

Kreis Züllichau-Schwiebus
| Jahr | Einwohner | Quelle |
| ---- | --------- | ------ |
| 1816 | 28.624    | [ 7 ]  |
| 1840 | 37.139    | [ 8 ]  |
| 1871 | 49.689    | [ 9 ]  |
| 1890 | 49.477    | [ 10 ] |
| 1900 | 48.728    | [ 10 ] |
| 1910 | 48.066    | [ 10 ] |
| 1925 | 50.969    | [ 10 ] |
| 1933 | 49.781    | [ 10 ] |
| 1939 | 58.205    | [ 10 ] |

## Landräte
Kreis Züllichau
- 1721–1739 Wolff Caspar von Sack[11]
- 1739–1768 Heinrich Adolph von Sack[12]
- 1768–1779 George Samuel Wilhelm von Gersdorff
- 1779–1783 Ludolph Wilhelm von Luck
- 1783–1787 Ernst Sigismund von Anger
- 1787–1810 George Samuel Wilhelm von Gersdorff

Kreis Schwiebus
- 1742–1748 Friedrich Christian von Hohendorff
- 1752–1762 George Gottlob von Knobelsdorff
- 1765–1784 Maximilian von Troschke
- 1784–1791 Friedrich Wilhelm von Sommerfeld[13]
- 1791–1816 Ernst Wilhelm Leopold von Sommerfeld[13]

Kreis Züllichau-Schwiebus
- 1816–1818 Ernst Wilhelm Leopold von Sommerfeld[13]
- 1818–1836 Hans Wilhelm von Schöning
- 1836–1837 Karl Ewald von Stünzner (kommissarisch)
- 1837–1838 Adolf von Werdeck (kommissarisch)
- 1838–1851 Theodor von Brescius (1798–1871)
- 1851–1862 von Petersdorff
- 1862–1878 Gustav von der Goltz (1831–1909)
- 1878–1888 Benno Schneider
- 1888–1888 Granske (kommissarisch)
- 1888–1914 Wilhelm von der Beck (1855–1914)
- 1914–1933 Konrad von Monbart (1881–1945)
- 1933–1933 Anton Hauk (1886–1971) (kommissarisch)
- 1933–1933 Nethe (vertretungsweise)
- 1933–1935 Anton Hauk (1886–1971)
- 1935–1936 Karl Schröder (* 1897) (kommissarisch)
- 1936–1937 Heinz Müller-Hoppenworth (1907–1942) (kommissarisch)
- 1937–1940 Franz Clemens Schiffer (1896–1940)
- 1940–1942 Siegfried Kampf (vertretungsweise)
- 1942–1942 Otto Schläfke (kommissarisch)
- 1942–1943 Theodor Graf von Baudissin (kommissarisch)[14]
- 1943–1945 Wolfgang Winkler (1902–1945)

## Kommunalverfassung
Der Kreis Züllichau-Schwiebus gliederte sich in Städte, in Landgemeinden und – bis zu deren vollständiger Auflösung im Jahre 1928 – in Gutsbezirke. Mit Einführung des preußischen Gemeindeverfassungsgesetzes vom 15. Dezember 1933 sowie der Deutschen Gemeindeordnung vom 30. Januar 1935 wurde zum 1. April 1935 das Führerprinzip auf Gemeindeebene durchgesetzt. Die Gemeinden des früheren Kreises Bomst blieben in ihrem bisherigen Polizeidistrikt Karge zusammengefasst.

## Verkehr
Die Grenzziehung nach dem Ersten Weltkrieg unterbrach und veränderte auch im Kreis Züllichau=Schwiebus die alten, gewachsenen Verkehrsbeziehungen.
Das Eisenbahnzeitalter begann hier 1870, als die Märkisch-Posener Eisenbahn-Gesellschaft ihre Strecken von Frankfurt an der Oder über Schwiebus >122.c< und von Guben über Züllichau >122.b< eröffnete, die sich in Bentschen Richtung Posen vereinigten. Dann ruhte der Bahnbau für 35 Jahre; erst 1905 eröffnete die Preußische Staatsbahn eine Verbindung von Züllichau über Unruhstadt nach Wollstein, dem Verwaltungssitz des Nachbarkreises Bomst >116.p<. Im Jahre 1909 berührte die Linie Topper–Meseritz die Nordspitze des Kreises bei Starpel >116.m<. Aus Richtung Glogau erreichte eine weitere Nebenbahn 1915 Züllichau und stellte ab 1919 von dort die Verbindung nach Schwiebus her >116.r<.
(Die Zahlen in >< beziehen sich auf das Deutsche Kursbuch 1939.)

## Städte und Gemeinden

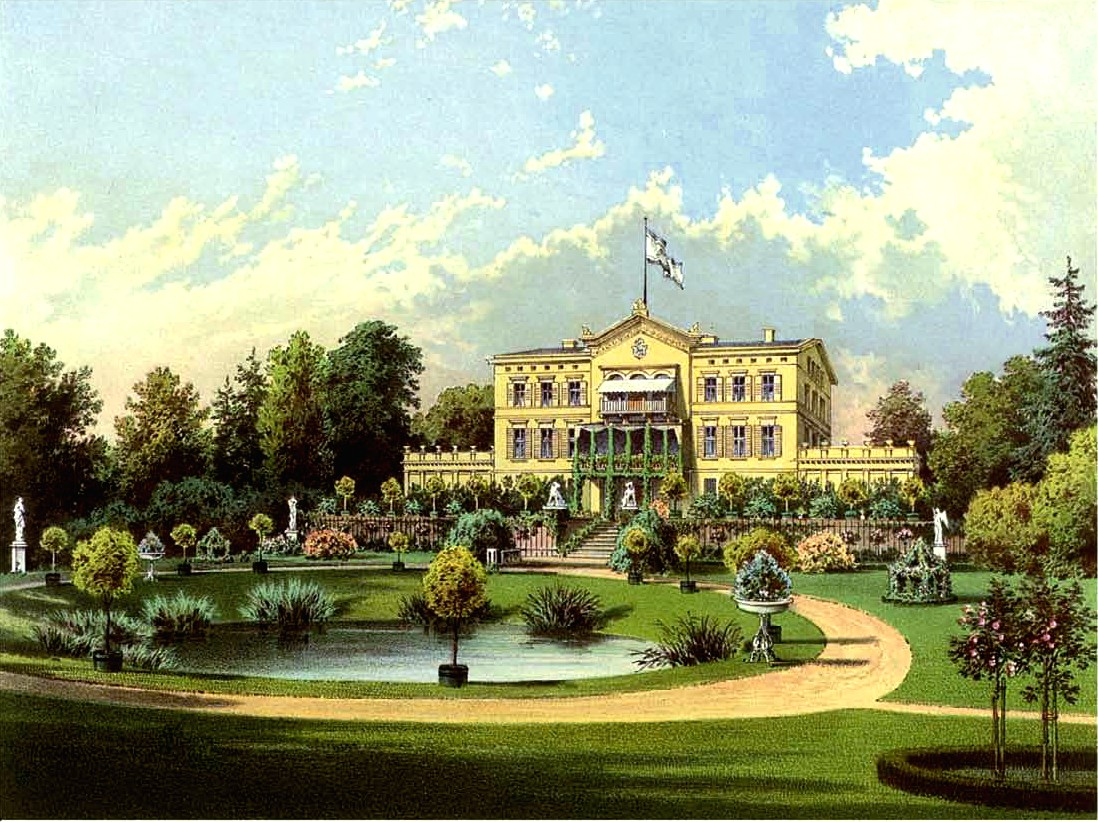
Rittergut Langheinersdorf, um 1869/70, in der Sammlung von Alexander Duncker

### Stand 1945
| - Alt Jaromierz, ab 1937 Alt Hauland - Alt Obra Hauland - Alt Tepperbuden - Birkholz - Blankensee-Goldbach - Blankfeld - Bomst, Stadt - Braunfelde - Buckow - Chwalim, ab 1937 Altreben - Dornau - Friedrichsfelde - Friedrichstabor - Friedrichswerder - Glauchow-Bork - Glogsen - Goltzen - Goltzen II - Gräditz - Groß Posemuckel, ab 1937 Posenbrück - Groß Schmöllen - Großdorf - Grunwald - Hammer - Harthe - Jehser - Jordan - Kalzig - Karge - Kay - Keltschen - Klein Dammer | - Klein Heinersdorf - Klemzig - Klippendorf - Koppen - Kramzig, ab 1937 Krammensee - Krauschow - Krummendorf b. Züllichau - Kutschlau - Langheinersdorf - Langmeil - Lanken - Leimnitz - Liebenau b. Schwiebus, Stadt - Lugau - Merzdorf - Mittwalde - Mosau - Möstchen - Mühlbock - Muschten - Neu Jaromierz, ab 1937 Neu Hauland - Neu Kramzig, ab 1937 Kleistdorf - Neu Tepperbuden - Neudörfel - Neuhöfchen - Nickern - Niedewitz - Oblath - Oggerschütz - Oppelwitz - Ostritz - Padligar, ab 1937 Obraberg | - Palzig - Rackau - Radewitsch, ab 1937 Früchtenau - Rentschen - Riegersdorf - Rietschütz - Rinnersdorf - Rissen - Sawische - Schmarse - Schönborn - Schönfeld - Schwiebus, Stadt - Seeläsgen - Skampe - Starpel - Steinbach - Stentsch - Trebschen - Tschicherzig, ab 1937 Odereck - Ulbersdorf - Unruhstadt, Stadt - Walmersdorf - Wilkau - Witten - Wolfsheide (Grenzm.) - Woynowo, ab 1934 Reckenwalde - Wutschdorf - Zion - Züllichau, Stadt |

### Vor 1939 aufgelöste Gemeinden
- Adlig Krummendorf, 1938 zu Krummendorf
- Bork, 1938 zu Trebschen
- Friedrichshuld, 1901 zu Trebschen
- Guhren, 1938 zu Kay
- Langegasse, 1937 zu Züllichau

### Namensänderungen
Während die Ortsnamen des ursprünglich dem Kreis Züllichau gehörigen Teils des Kreises bis 1945 unverändert blieben, waren die Namen der Gemeinden, die 1938 aus dem aufgelösten Kreis Bomst hinzu kamen, bereits 1937 umbenannt worden, damit sie im Sinne der nationalsozialistischen Politik „deutscher“ und weniger „slawisch“ hießen.